# Constel·lació del Rellotge
El Rellotge (Horologium) fou anomenada originalment Horologium Oscillitorium per l'Abbé Nicolas Louis de Lacaille, en honor del rellotge de pèndol, de Christiaan Huygens. És una de les constel·lacions situades més al sud, dins una regió del cel d'estels molt febles, sent les seves estrelles també molt tènues.

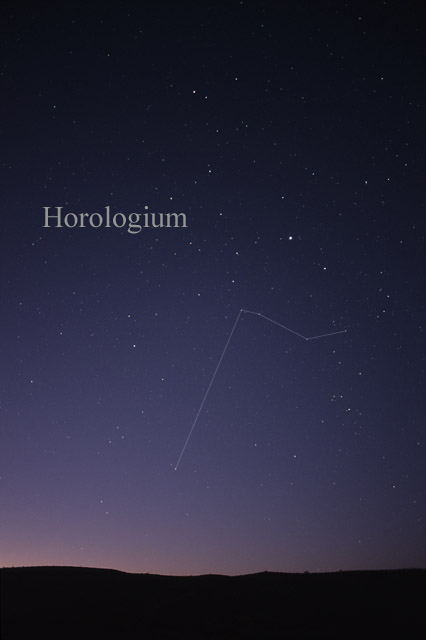

## α Horologii
α Horologii és l'estrella més brillant de la constel·lació del Rellotge, però no és gaire brillant. Amb una magnitud aparent de solament 3,85, α Horologii és una gegant vermella deu vegades més gran que el Sol i està fusionant en aquest moment el seu Heli en carboni i oxigen.

## Altres estrelles
Llevat de α Horologii, totes les estrelles del rellotge són menors de la cinquena magnitud.
R Horologii és una estrella variable del tipus Mira (o Ceti): varia entre les magnituds 4,7 i 14,3 en un cicle de 407,6 dies, per la qual cosa esdevé la segona estrella més brillant de la constel·lació.